# سیارک ۶۳۱۲۹
سیارک ۶۳۱۲۹ (به انگلیسی: 63129 Courtemanche، نامگذاری:2000WH183) شصت و سه هزار و صد و بیست و نهمین سیارک کشف شده‌است که در ۳۰ نوامبر ۲۰۰۰ کشف شد.